# 仁和寺

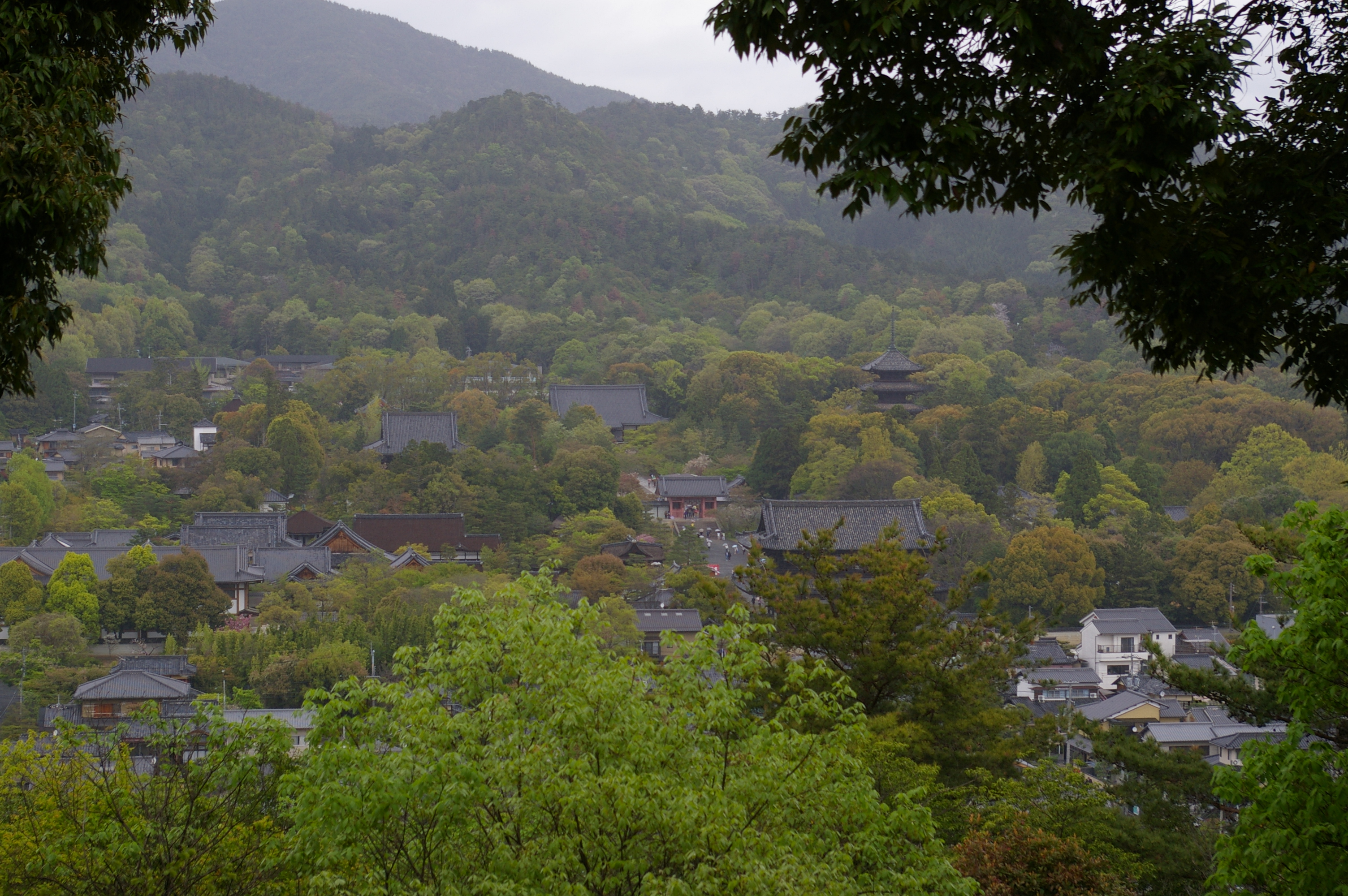
双ヶ岡より仁和寺を望む

仁和寺（にんなじ）は、京都市右京区御室大内にある真言宗御室派の総本山の寺院。山号は大内山。本尊は阿弥陀如来。開基（創立者）は宇多天皇。「古都京都の文化財」の構成資産として、世界遺産に登録されている。

## 概要
皇室とゆかりの深い寺（門跡寺院）で、出家後の宇多法皇が住んでいたことから、「御室御所」（おむろごしょ）と称された。明治維新以降は、仁和寺の門跡に皇族が就かなくなったこともあり、「旧御室御所」と称するようになった。
御室は桜の名所としても知られ、春の桜と秋の紅葉の時期は多くの参拝者でにぎわう。『徒然草』に登場する「仁和寺にある法師」の話は著名である。当寺はまた、宇多天皇を流祖とする華道「御室流」の家元でもある。
普段は境内への入場は無料であり、本坊御殿・霊宝館の拝観のみ有料となる。ただし、御室桜の開花時（4月）に「さくらまつり」が行われ、その期間は、境内への入場にも拝観料が必要となる。
宿坊で宿泊客を受け入れている。御室会館のほか、「松林庵」（しょうりんあん）を改修して高級宿坊としている。

## 歴史
当寺は平安時代前期、光孝天皇の勅願で仁和2年（886年）に建てられ始めた。しかし、光孝天皇は寺の完成を見ずに翌年崩御し、その遺志を引き継いだ子の宇多天皇によって仁和4年（888年）に落成した。当初「西山御願寺」と称され、やがて元号をとって仁和寺と号した。
当寺の初代別当は天台宗の幽仙であった。しかし、昌泰2年（899年）10月に宇多天皇が当寺で出家して宇多法皇となると、翌11月には東寺にて真言宗の益信を戒師として出家し、これを機に当寺の別当を真言宗の観賢に交替させている。これによって当寺は真言宗の寺院として定着することとなった。法皇は、延喜4年（904年）には当寺の伽藍の南西に「御室」（おむろ）と呼ばれる僧坊を建てて当寺に住するようになる。そのため、当寺は「御室御所」とも称された。
その後、代々の別当は宇多天皇の子孫が務めていた。また、天暦6年（952年）4月には朱雀法皇が当寺に移り、8月に崩御している。
こうした流れの中、三条天皇の皇子である性信入道親王が当寺の別当の上に新設された検校に任じられた。これ以降、当寺は皇族の子弟が入る寺院とみなされるようになった。仁和寺はその後も皇族や貴族の保護を受け、明治時代に至るまで覚法法親王など皇子や皇族が歴代の門跡（住職）を務め、門跡寺院の筆頭として仏教各宗を統括した。非皇族で仁和寺門跡になった人物に九条道家の子法助と足利義満の子法尊の2名がいるが、ともに当時の朝廷における絶対的な権力者の息子でかつ後に准后に叙せられるなど皇族門跡に匹敵する社会的地位を有していた。
寛弘7年（1010年）に藤原道長の妻である源倫子の御願によって、観音院潅頂堂が建立される。元永2年（1119年）4月に金堂、東西回廊、鐘楼、経蔵、三面僧房、観音院、潅項院等が焼亡するが、12月には金堂は早くも再建され、保安2年（1122年）に観音院、潅項院も再建されている。
天養元年（1144年）に鳥羽法皇の発願によって、孔雀明王堂が建立される。
室町時代にはやや衰退していたが、応仁の乱（1467年 - 1477年）が勃発すると東軍の兵によって焼かれてしまい伽藍は全焼した。ただ、被害を被る前に本尊の阿弥陀三尊像などは院家であった真光院に運び出されており、焼失を免れている。この後、当寺は本尊と共に双ヶ丘の西麓にある西方寺へ寺基を移している。
天正19年（1591年）に当寺は関白豊臣秀吉によって860石の朱印地を得、次いで元和3年（1617年）に江戸幕府将軍徳川秀忠によって1,500石の朱印地を得ている。	
『仁和寺御伝』によると、寛永11年（1634年）7月24日、仁和寺第21世覚深法親王は上洛していた将軍徳川家光に仁和寺の再興を申し入れ、承諾されている。これにより、当寺は幕府の支援を得て伽藍が整備されることとなった。また、寛永年間（1624年 - 1645年）の御所（現・京都御所）建て替えに伴い、御所の紫宸殿（現・金堂）、清涼殿（現・御影堂）、常御殿などが当寺に下賜されて境内に移築されるなどし、正保3年（1646年）にようやく伽藍の再建が完了した。
この江戸時代の再建に際しては、門跡補佐の僧・顕證が当寺で使われている仁和寺の寺号入りの軒丸瓦のデザインや、再建される伽藍の配置構想や金堂に祀る仏像の選定などを行っている。また、経典・密教経典の儀軌などの聖教、当寺に伝わる古文書の管理・収蔵のために経蔵の建立を発願し、完成させている。霊宝館に顕證上人像が収蔵されているが、小さく、衣体も顕證が普段使用していた袈裟を身に着けているという。
慶応3年（1867年）、第30世純仁法親王が還俗して小松宮彰仁親王となった。そして、これ以降皇室出身者が当寺の門跡となることはなかった。ここに当寺は宮門跡「御室御所」としての歴史を終えた。また、1887年（明治20年）には宸殿などの御殿が焼失してしまったが、亀岡末吉の設計により1914年（大正3年）に再建されている。
太平洋戦争での日本の敗戦が濃厚となった1945年（昭和20年）1月20日以降、数度にわたり元内閣総理大臣の近衛文麿が当寺を訪れ、昭和天皇が退位して仁和寺で出家するという計画について当寺の門跡と話し合い、出家後の居所などを検討している。1月26日、文麿の別荘陽明文庫において、文麿と昭和天皇の弟宮・高松宮宣仁親王との間で、昭和天皇の出家について会談がもたれた。霊明殿に掲げられている扁額「霊明殿」の文字は、文麿が当寺を訪れた際に揮毫したもので絶筆であるという。
1946年（昭和21年）に真言宗御室派が大真言宗から分離独立し、当寺はその総本山となった。
当寺の南西には光孝天皇後田邑陵（小松山陵）があり、また北には光孝天皇御室陵墓参考地がある。さらに北に行くと大内山に宇多天皇大内山陵があるが、この場所は金堂から見て真北にあたる。

## 伽藍

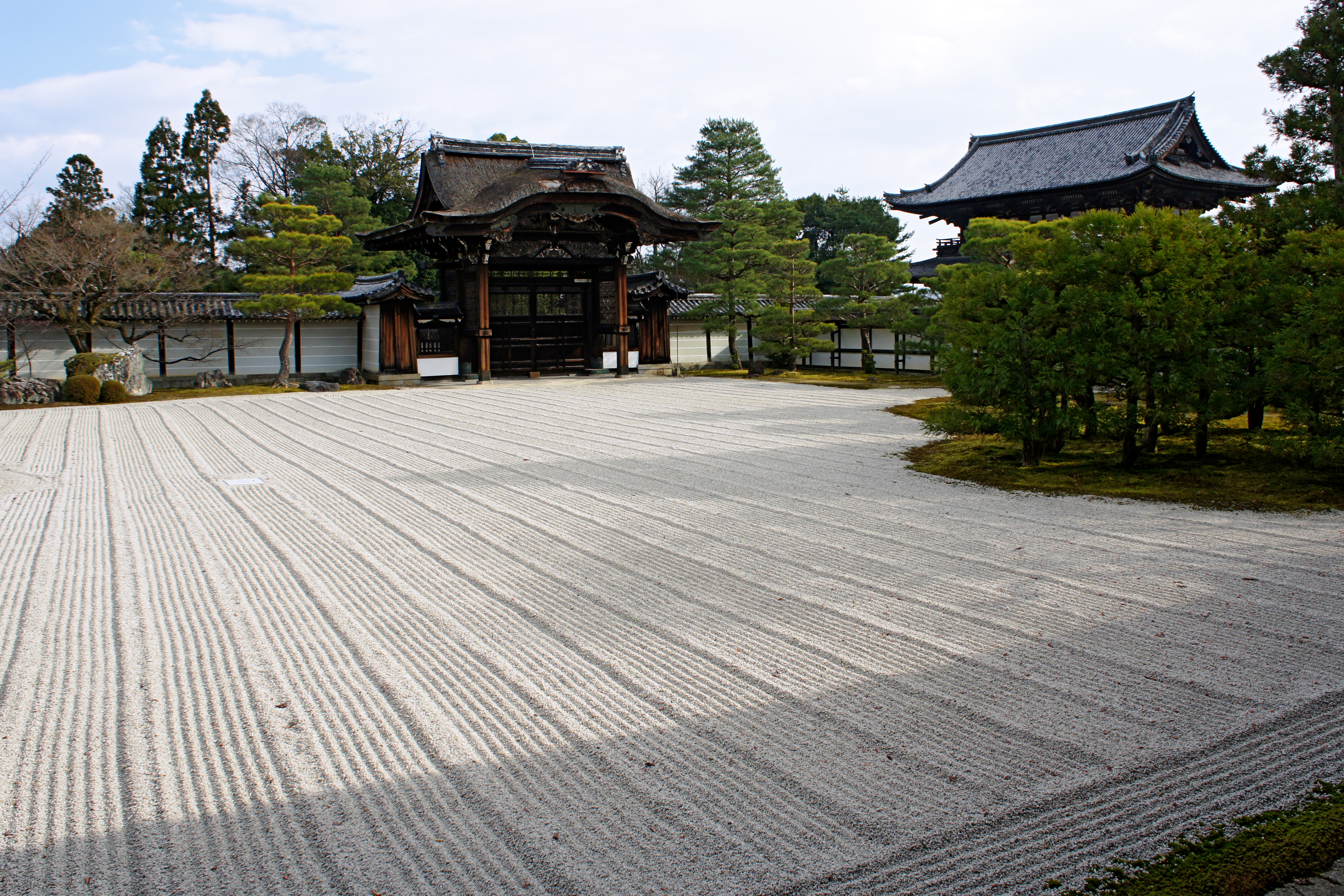
南庭、勅使門

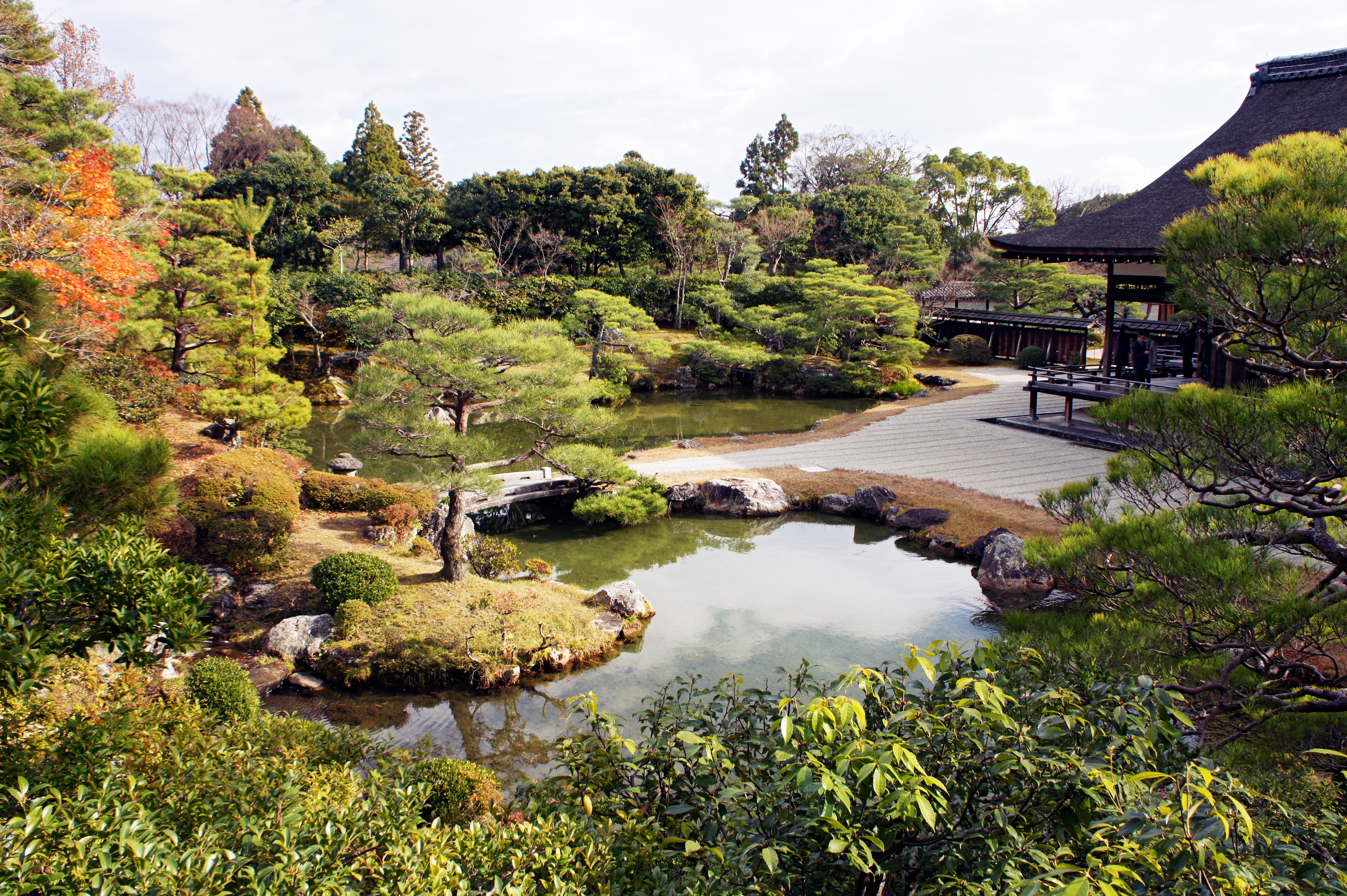
北庭、宸殿

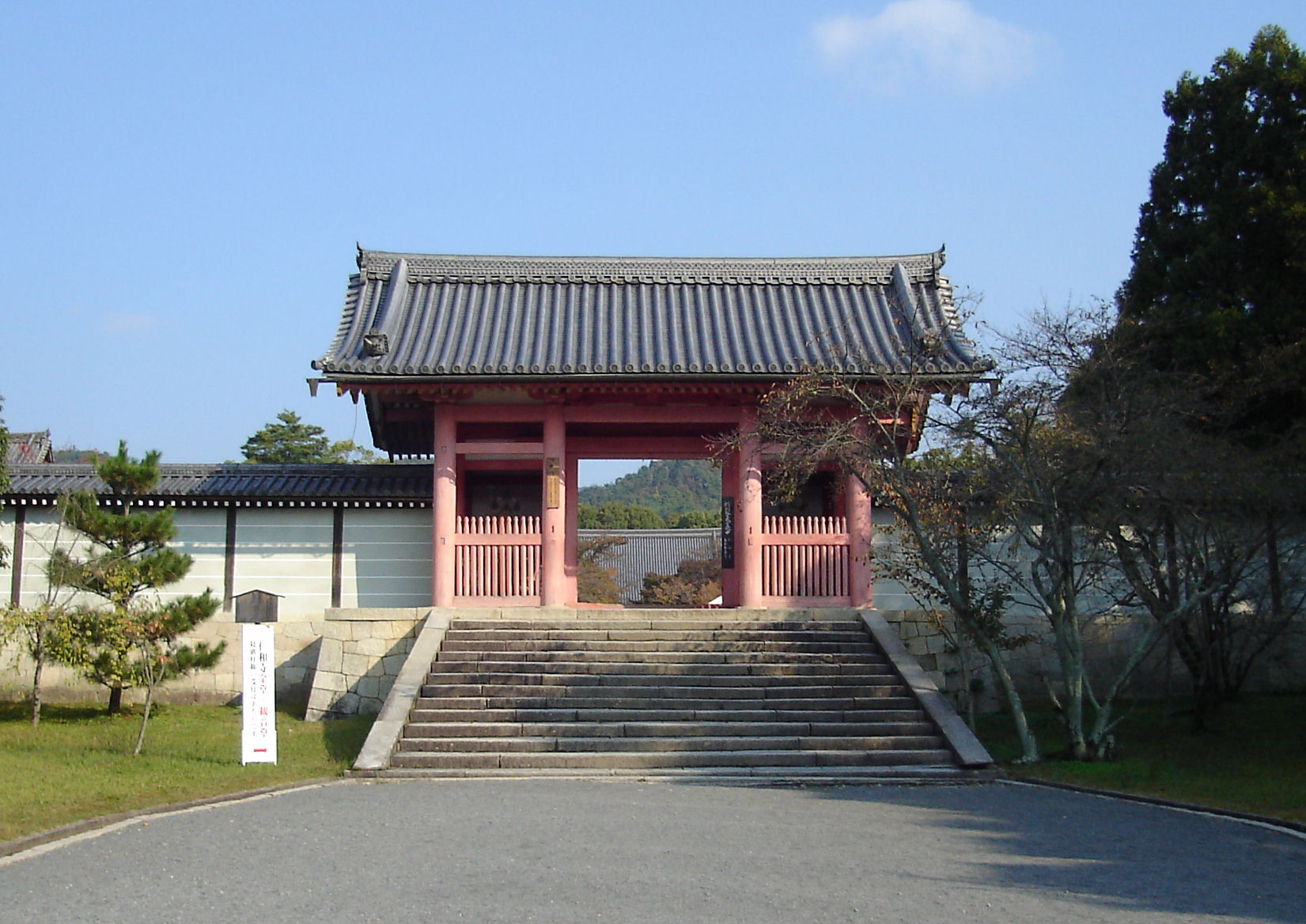
中門

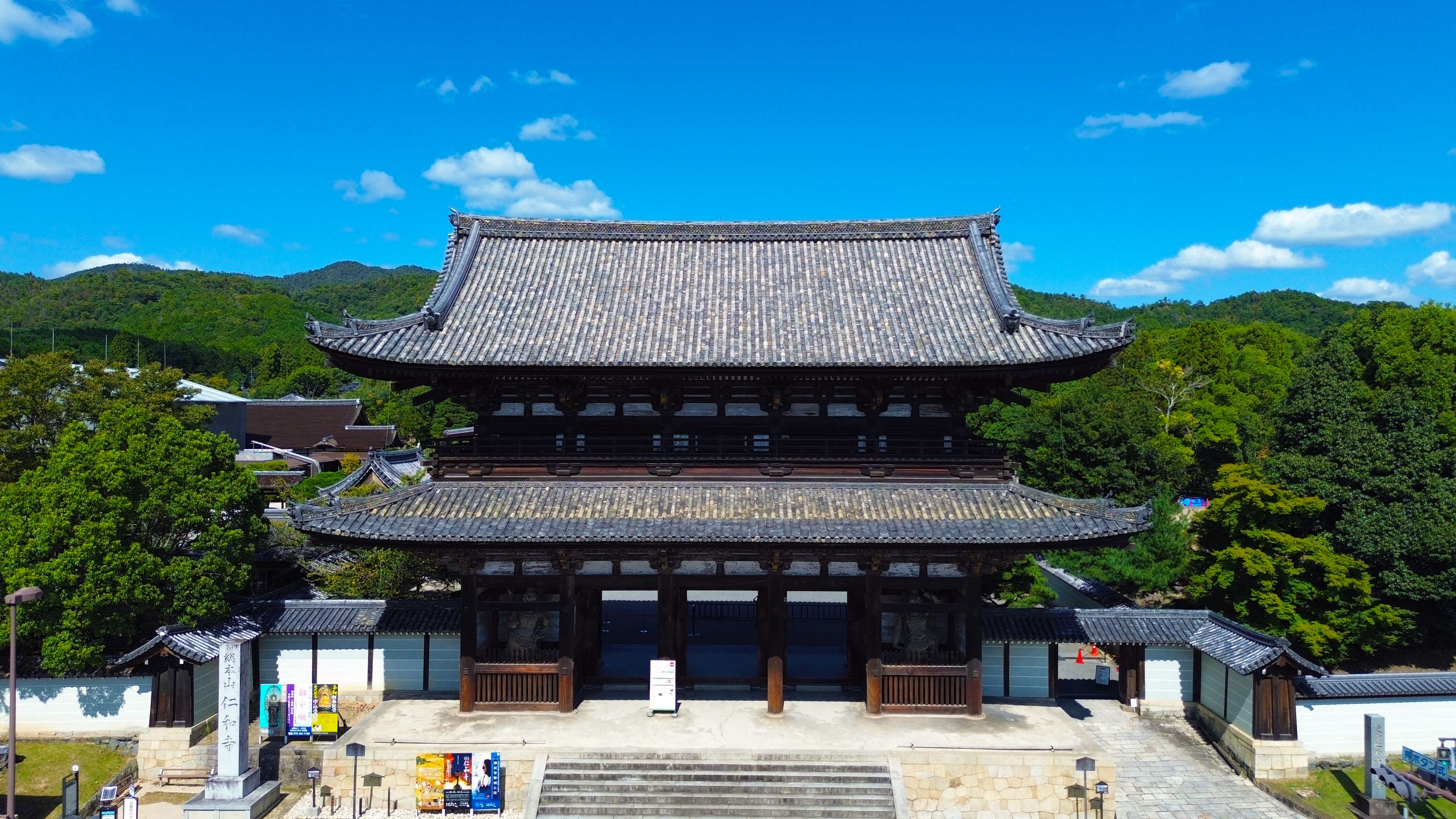
二王門

- 金堂（国宝）- 慶長18年（1613年）に建立された京都御所の正殿・紫宸殿を寛永年間（1624年 - 1644年）に移築したもので、近世の寝殿造遺構として重要。現存する最古の紫宸殿である。宮殿から仏堂への用途変更に伴い、屋根を檜皮葺から瓦葺に変えるなどの改造が行われたものの、格子状の蔀戸や金色の装飾金具など宮殿建築の意匠をよく残している。本尊は運節作の阿弥陀如来。須弥壇にはほかに、阿弥陀如来の脇侍像や四天王像、帝釈天像、梵天像、竜灯鬼像、天灯鬼像などが安置されている[9]。須弥壇の周囲には極彩色の浄土図が、背面（裏堂）壁には木村徳応筆の五大明王壁画が描かれている。
- 経蔵（重要文化財） - 寛永18年（1641年）から正保2年（1645年）の再建。禅宗 様建築。輪蔵が設けられ、計768もの経箱が収蔵されている。
- 鐘楼（重要文化財） - 寛永21年（1644年）再建。
- 水掛不動尊 - 近畿三十六不動尊霊場第14番札所。
- 御影堂（重要文化財）- 寛永18年（1641年）から正保2年（1645年）の再建。慶長18年（1613年）に建立された京都御所の清涼殿の用材を用いて建立されたもの。宗祖弘法大師、開基宇多法皇、仁和寺第2世性信入道親王の像を祀る。
- 御影堂中門（重要文化財）- 寛永18年（1641年）から正保2年（1645年）の再建。
- 令和阿弥陀堂 - 2019年（令和元年）建立。永代位牌供養堂。
- 観音堂（重要文化財） - 寛永18年（1641年）から正保2年（1645年）の再建。
- 五重塔（重要文化財） -  寛永21年（1644年）再建。総高36.18ｍ。
- 九所明神 - 仁和寺の伽藍を守る社。当初は境内の南にあったが、建暦2年（1212年）に現在地に移された。
  - 本殿（重要文化財） - 祭神：八幡三所（石清水八幡宮）。寛永18年（1641年）から正保2年（1645年）の再建。
  - 左殿（重要文化財） - 祭神：賀茂下上（賀茂御祖神社・賀茂別雷神社）、日吉大明神（日吉大社西本宮）、牛頭天王（八坂神社）、稲荷大明神（伏見稲荷大社）。寛永18年（1641年）から正保2年（1645年）の再建。
  - 右殿（重要文化財） - 祭神：松尾大明神（松尾大社）、平野大明神（平野神社）、小日吉大明神（日吉大社東本宮）、木野嶋天神（木嶋坐天照御魂神社）。寛永18年（1641年）から正保2年（1645年）の再建。
  - 織部型灯籠 - 古田織部が考案した灯篭が3基建てられている。別名をキリシタン灯籠ともいう。
  - 拝殿
- 中門（重要文化財） - 寛永18年（1641年）から正保2年（1645年）の再建。
- 本坊 - 二王門から中門に至る参道の西側、宇多法皇の御所があった辺りに建つ。「仁和寺御殿」と称される。仁和寺御所跡として国の史跡に指定されている。
  - 本坊表門（重要文化財）- 慶長年間（1596年 - 1615年）建立。
  - 勅使門（国登録有形文化財） - 京都府の技師・亀岡末吉の設計によって1913年（大正2年）に再建された。
  - 皇族門（国登録有形文化財）
  - 大玄関（国登録有形文化財）
  - 白書院（国登録有形文化財） - 襖絵は1937年（昭和12年）に福永晴帆によって描かれたもの。
  - 宸殿（国登録有形文化財） - 寛永年間（1624年 - 1644年）に京都御所・常御殿を下賜されて宸殿としていたが1887年（明治20年）に焼失し、新たに亀岡末吉の設計により1914年（大正3年）に再建された。襖絵や壁などの絵は原在泉や福永晴帆によって描かれたもの[10]。宸殿の南北に配置された庭園とともにかつての宮殿の雰囲気を漂わせている。1926年（大正15年）7月31日、藤麿王が南庭の東南隅に松を手植えた[11]。
  - 南庭（国の名勝） - 白砂で構成されている。
  - 北庭（国の名勝） - 池泉鑑賞式庭園。1690年（元禄3年）には加来道意、白井童松ら、明治から大正時代には七代目小川治兵衛によって改修・整備がなされている。
  - 黒書院（国登録有形文化財） - 花園にあった旧安井門跡の寝殿を移築し、安田時秀の設計で改造して1909年（明治42年）に建立された。「竹図」「柳図」「松図」「秋草図」などの襖絵は1937年（昭和12年）に堂本印象によって描かれたもの[10]。
  - 霊明殿（国登録有形文化財） - 亀岡末吉の設計によって1911年（明治44年）に建立された。扁額は近衛文麿の筆。仁和寺の院家であった喜多（北）院の本尊・薬師如来坐像（秘仏）を安置する他、仁和寺歴代門跡の位牌を祀る。
  - 鎮守社
  - 土蔵
  - 茶室「遼廓亭」（重要文化財） - 寛文元年（1661年）から寛延3年（1750年）の間に、江戸時代の画家・尾形光琳の屋敷から移築された。葺下し屋根の下に袖壁を付け、にじり口をその中に開いているのが珍しいとされる。茶室「如庵」とも似ているという。
  - 茶室「飛濤亭」（重要文化財） - 文政13年（1830年）から慶応3年（1867年）に建立。光格天皇の好みで建てられた草庵風の茶室で、腰をかがめずに入れるように鴨居の高い貴人口が設けられている。
  - 寺務所
- 霊宝館（国登録有形文化財） - 創建当時の本尊である阿弥陀三尊像などが展示されている。
- 御室会館 - 宿坊。
- 松林庵 - 高級宿坊。一泊100万円で有名である。
- 東門
- 二王門（重要文化財） - 寛永18年（1641年）から正保2年（1645年）の再建。和様建築。

### 御室八十八ヶ所霊場

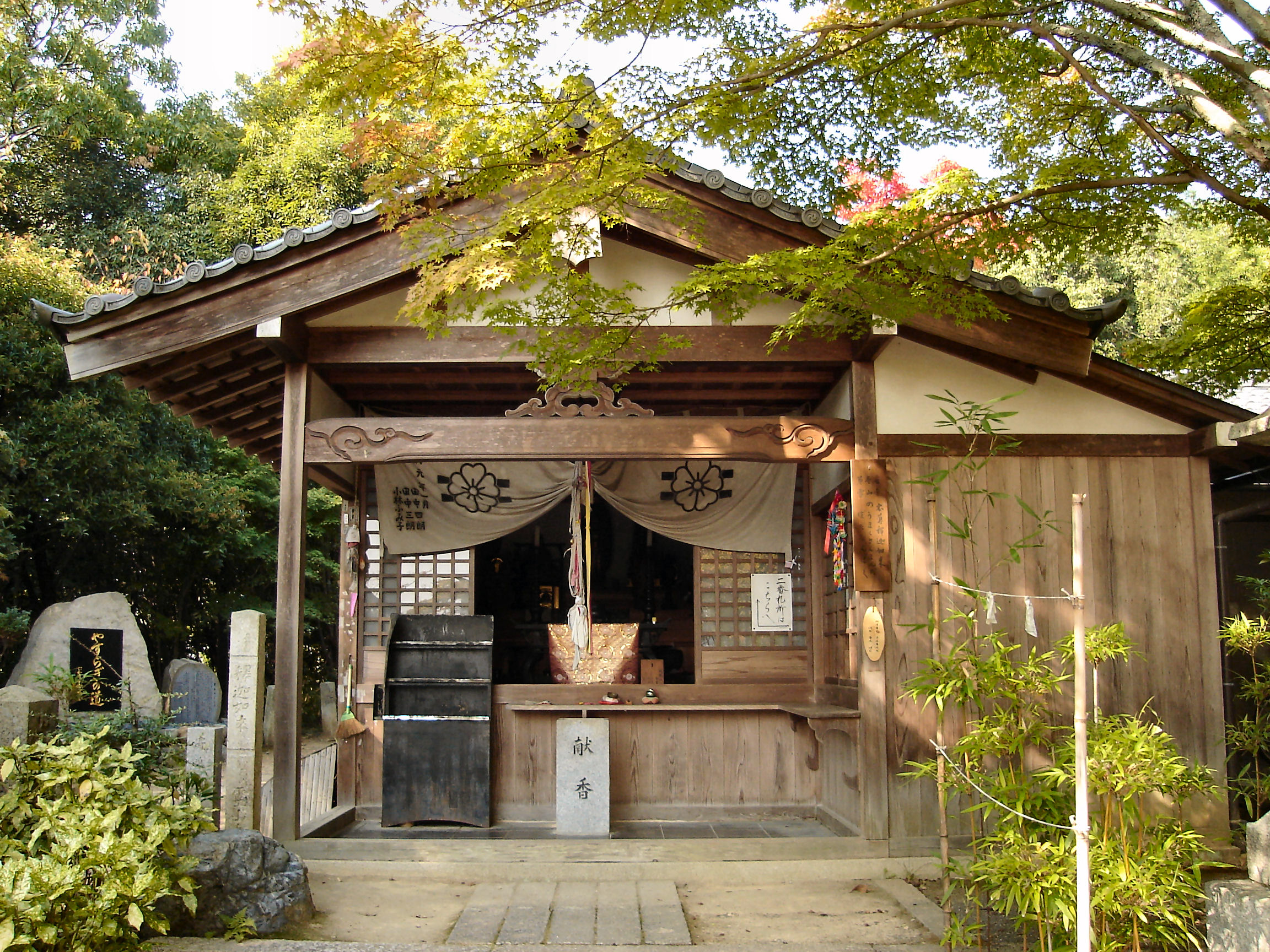
御室八十八ヶ所、一番霊山寺

御室八十八ヶ所霊場は、仁和寺境内の成就山に四国八十八箇所霊場を小規模に再現した巡礼地である。各札所には小規模な堂が設けられており、それらが約3キロメートルの山道に沿って点在している。88宇の堂には実際の四国八十八箇所の札所の寺院と同じ本尊と弘法大師を祀ってある。成就山八十八ヶ所とも称される。
文政10年（1827年）に仁和寺第29世門跡であった不壊身院御室・済仁法親王が、四国八十八箇所を巡拝できない人々のために発願し、仁和寺寺侍・久富遠江守に命じて四国八十八箇所各札所の砂を持ち帰らせ、仁和寺境内の成就山に四国八十八箇所を模して同じ数の88宇の堂を設けて、持ち帰らせた砂を設けた堂に埋めたことが起源とされる。
現在は一般向けに「京都でできる、一日お遍路。」と称し、四国八十八箇所の写しである札所を約2時間の行程で全て巡ることができ、これを結願（けちがん）成就すれば四国八十八箇所霊場巡礼と同じご利益を得ることができるものとして案内されており、ウォーキング、ハイキングのコースとしても楽しめるようになっている。仁和寺主催で「仁和寺 成就山八十八ヵ所ウォーク（旧、「御室 仁和寺 成就山88ヵ所スタンプハイク」）も行われている。参拝道は自然があふれ、途中、数か所設けられている絶景ポイントから眼下に広がる京都市内が眺められ、晴れた日には遠くは伏見付近を望むことができる。

### 御室桜

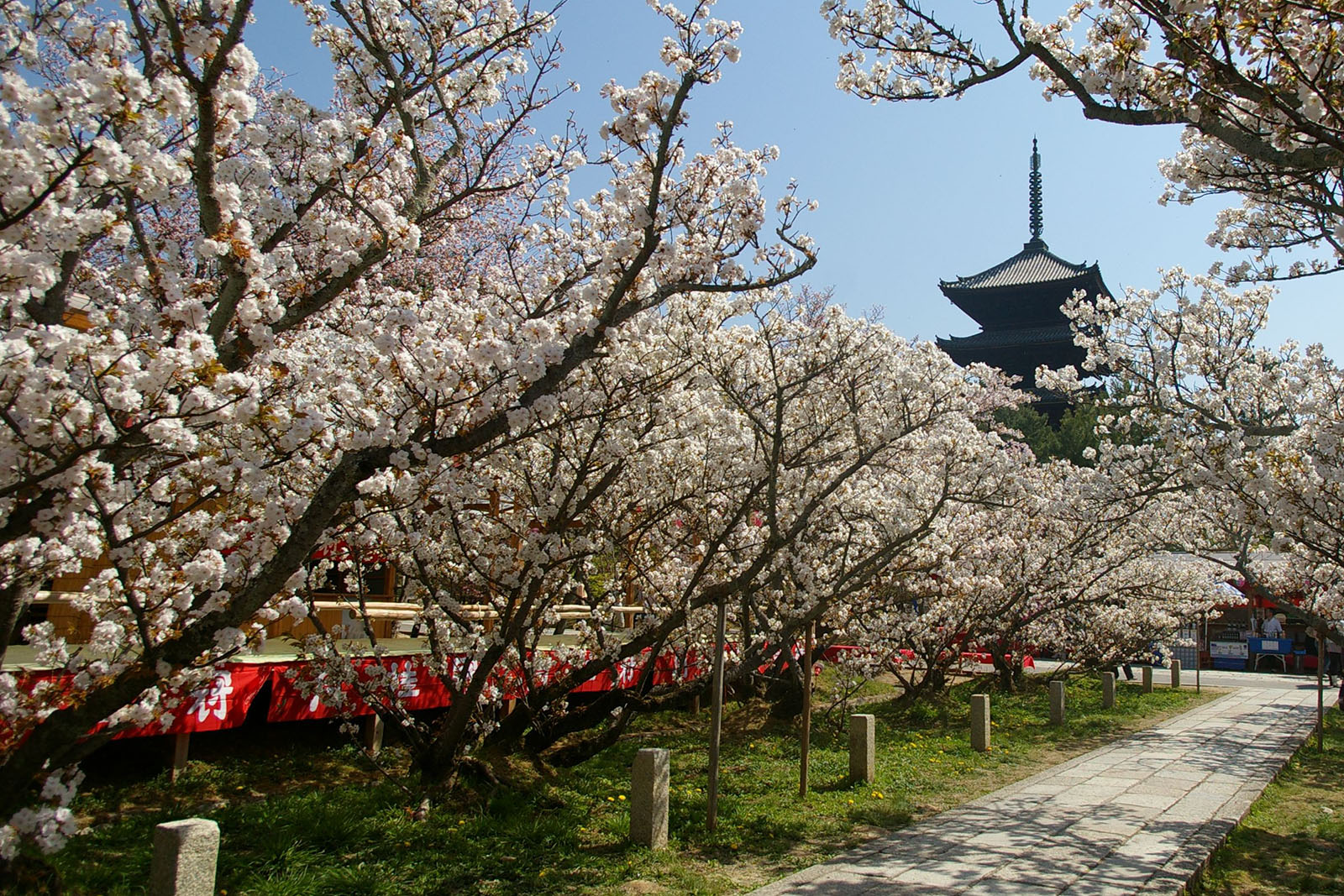
御室桜

仁和寺の桜には特に「御室桜（おむろざくら）」の名が付いており、境内の一部にある桜林は国の名勝に指定されている。
江戸時代から名高く、貞享元年（1684年）の『雍州府志』には「今御室清水為一双」、享保3年（1718年）の貝原益軒の『京城勝覧』には「春は此御境内の奥に八重ざくら多し。洛中洛外にて第一とす」と絶賛されていた。
約200本あり、八重咲き。樹高が低いのは、この地の岩盤が固く、深く根を張れないためという。「花（鼻）が低い」ということから「お多福桜」ともいう。このことから京都では、背が低くて鼻が低い女性のことを「御室の桜のような」と評することがあるという。満開は例年4月20日過ぎと遅く、桜の名所の多い京都で季節の最後を飾る。御室桜は日本さくら名所100選に選定されている。
クローン技術による増殖の研究が行われている。

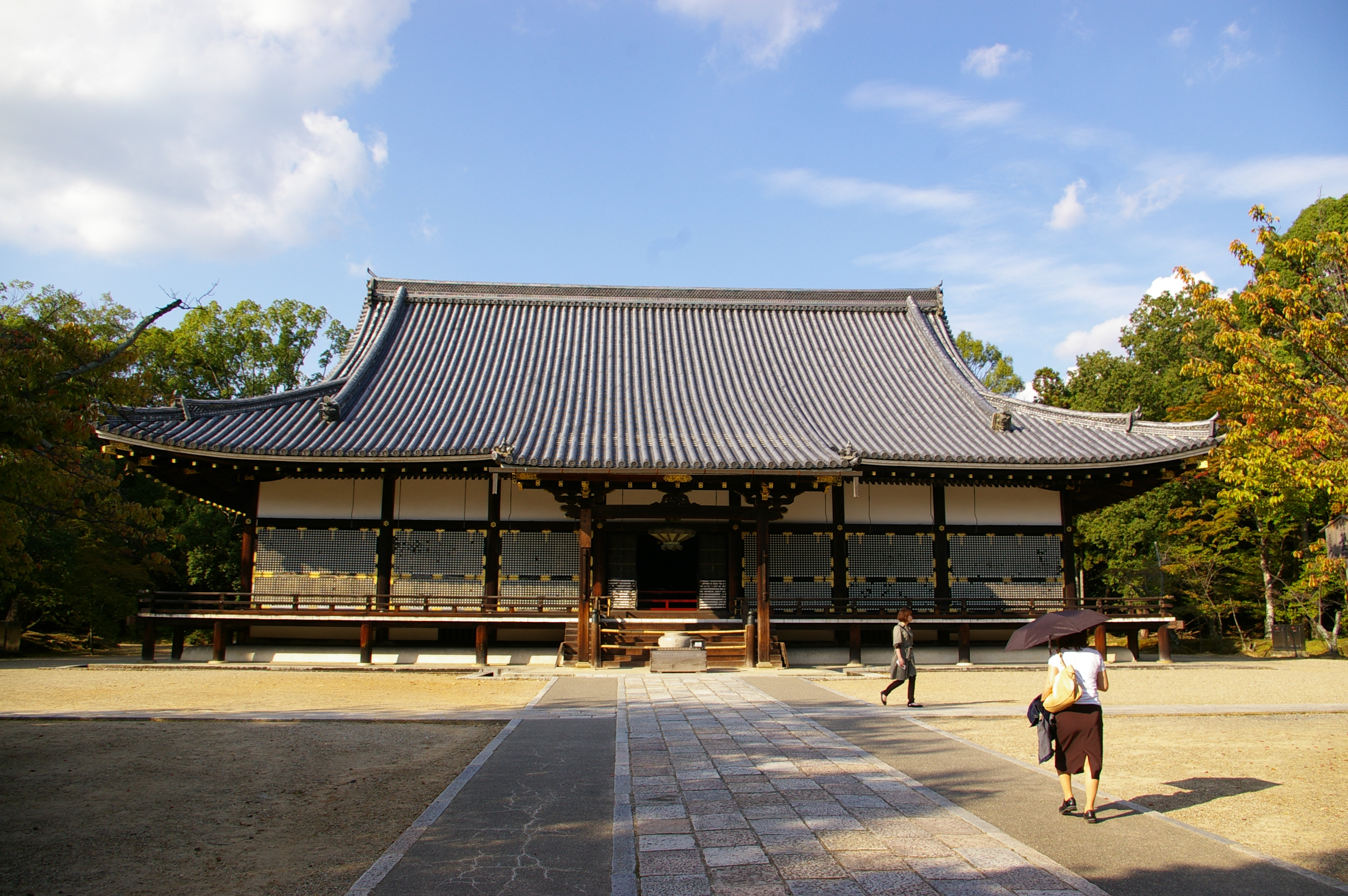
金堂
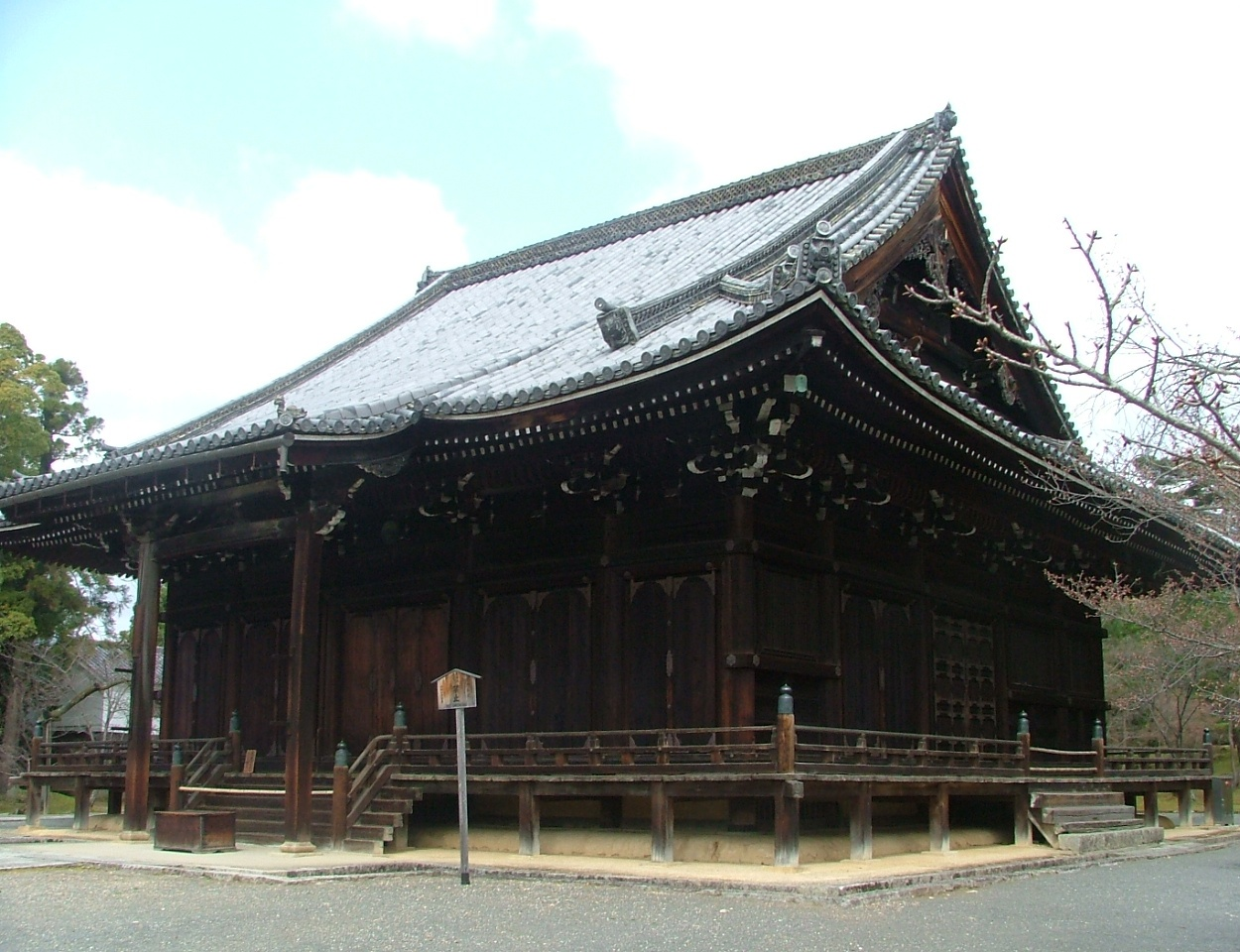
観音堂
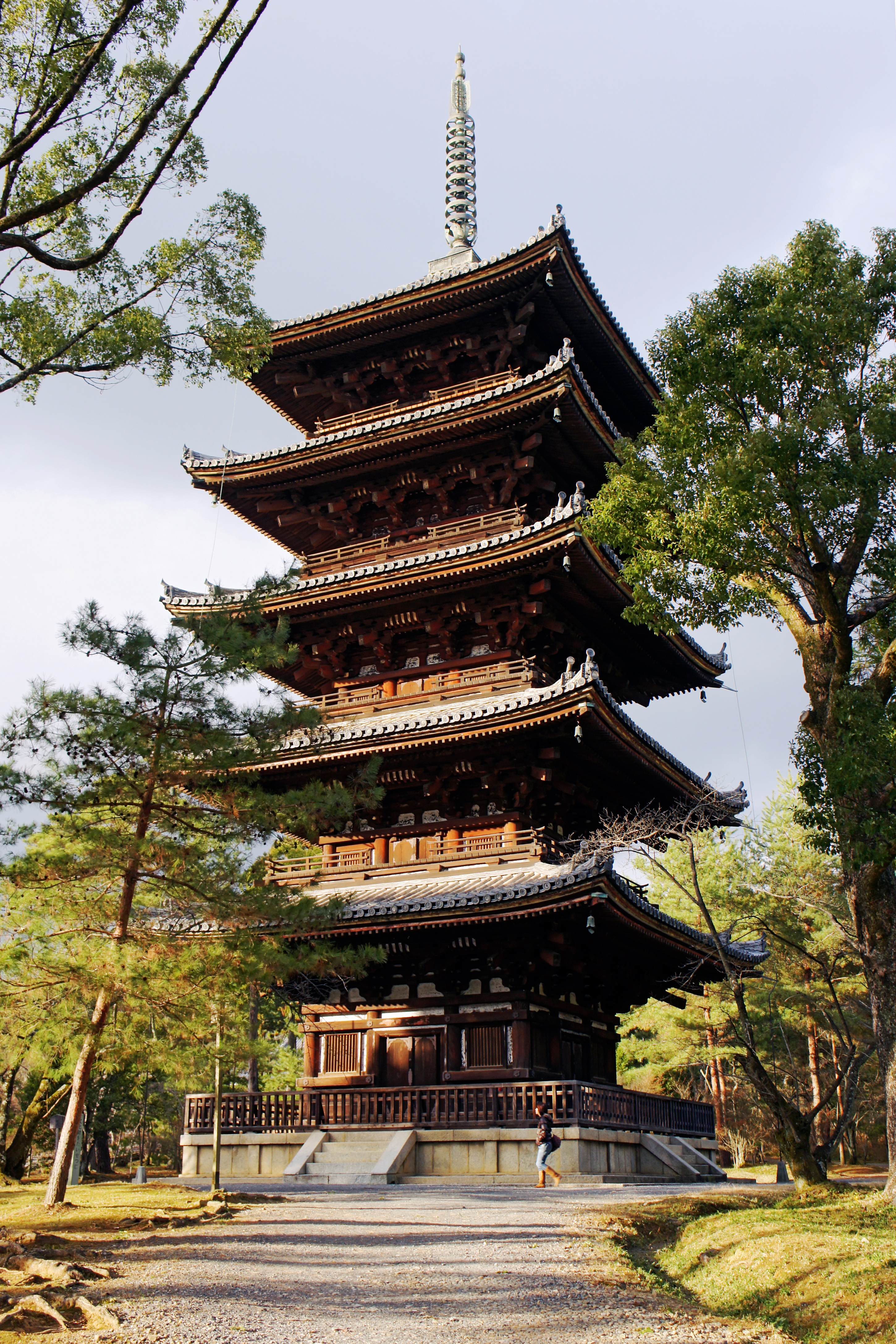
五重塔
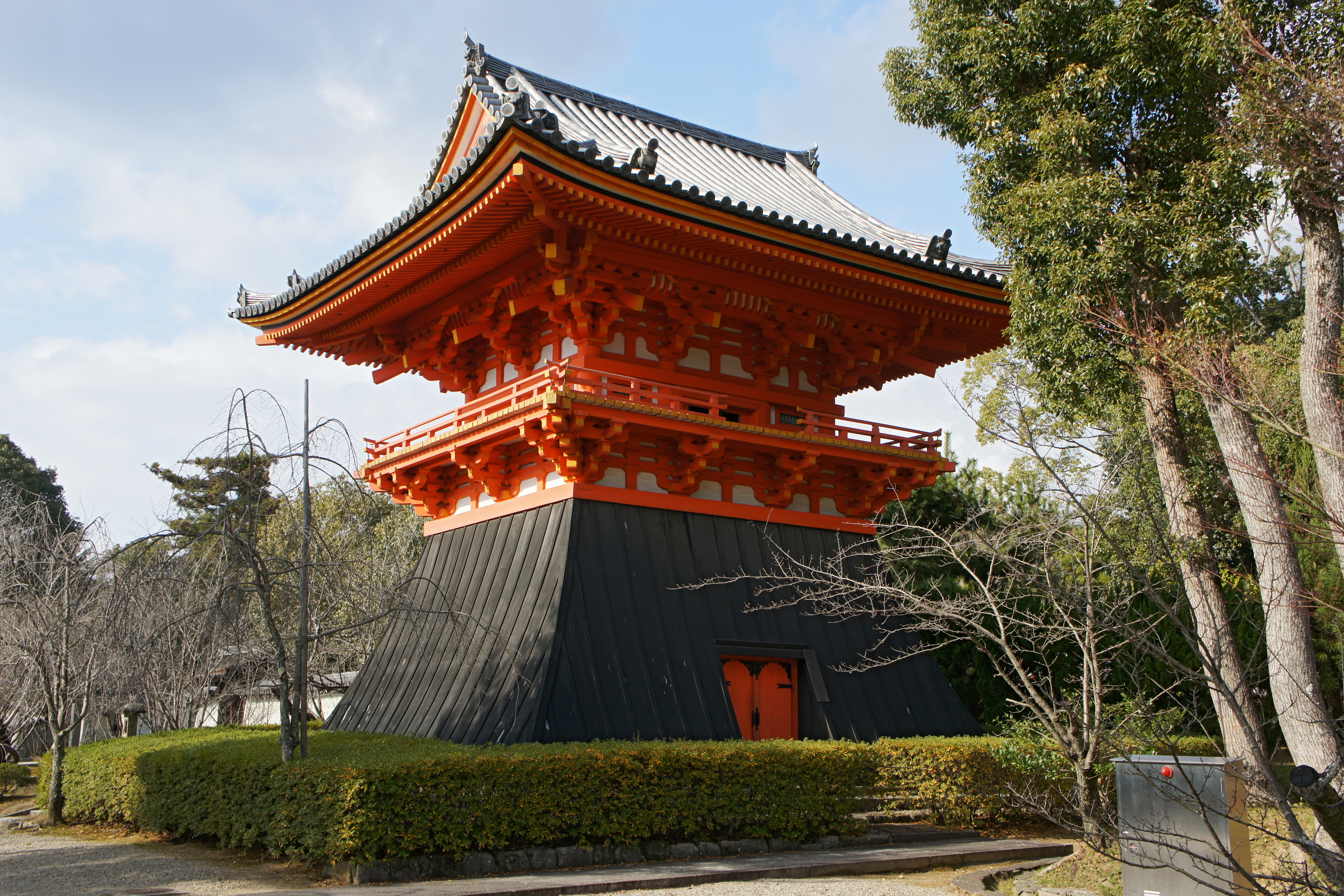
鐘楼
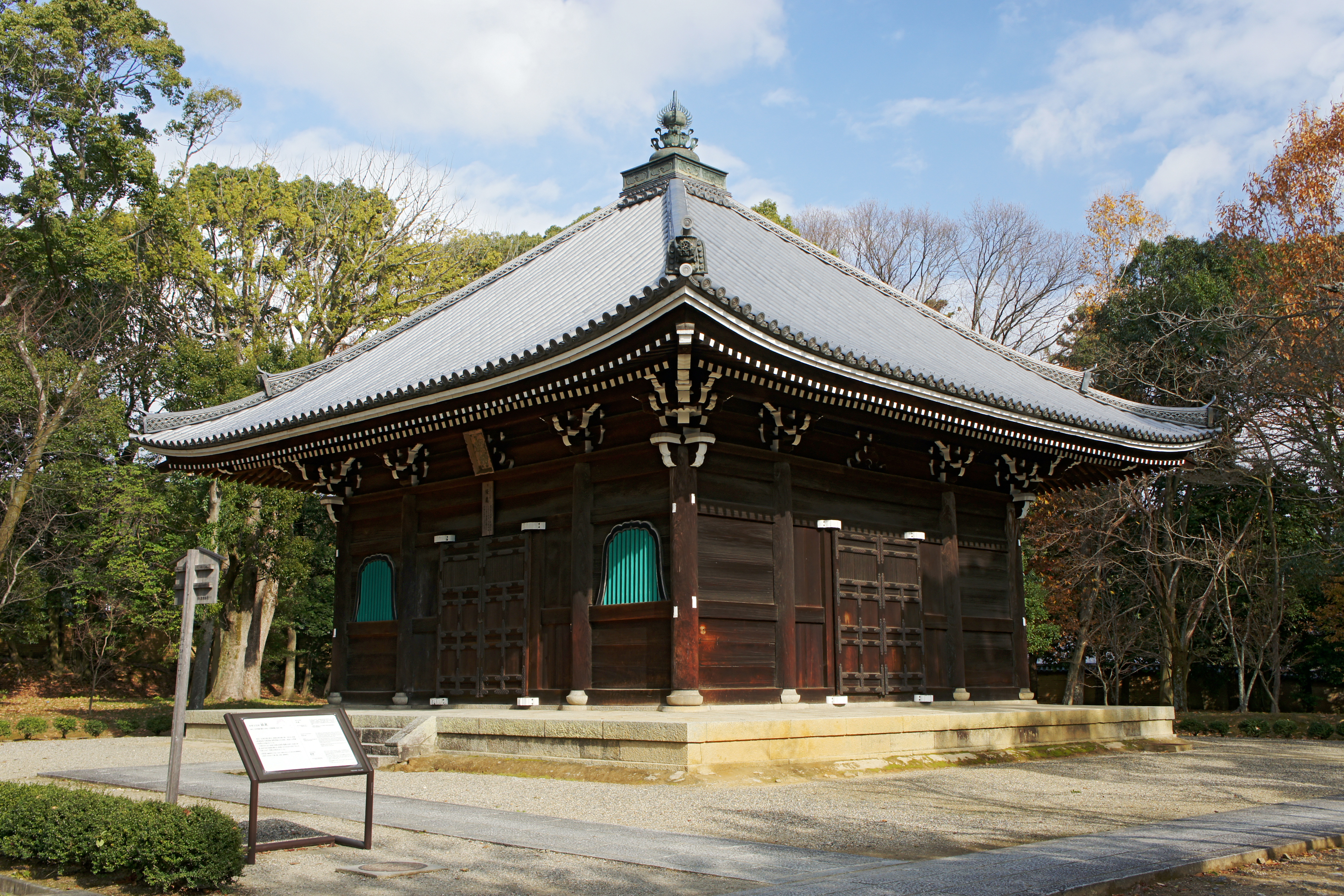
経蔵
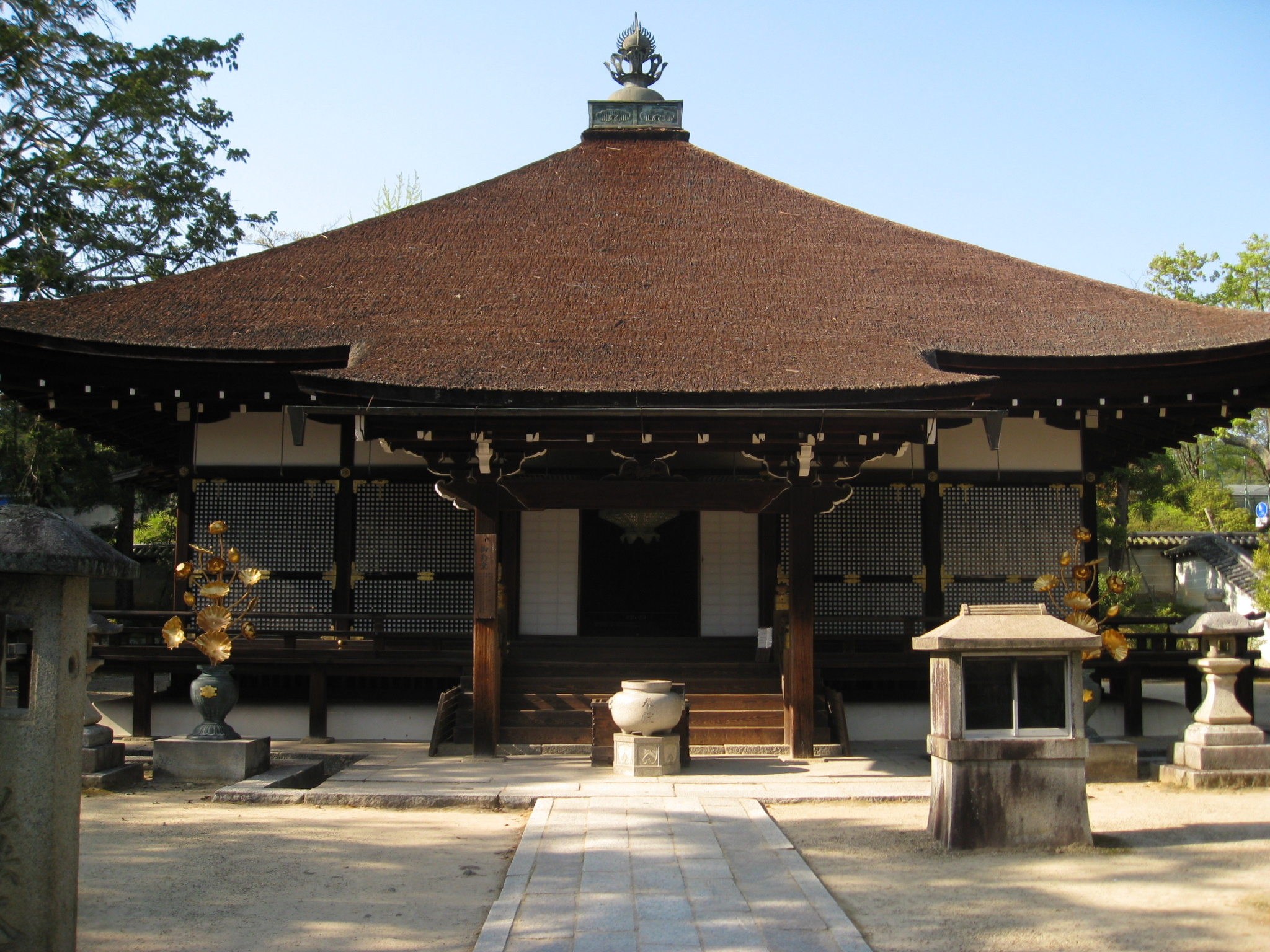
御影堂
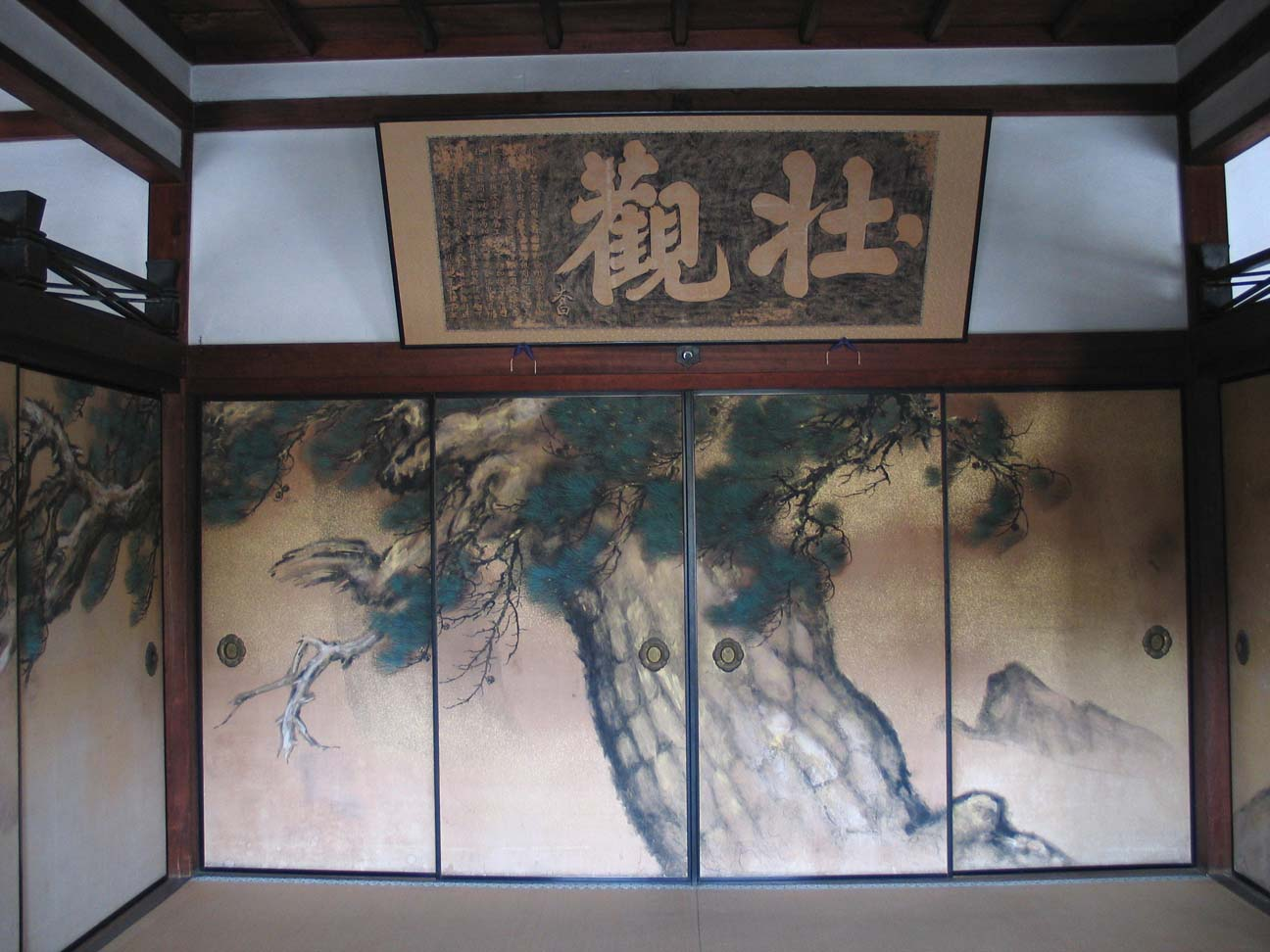
白書院障壁画
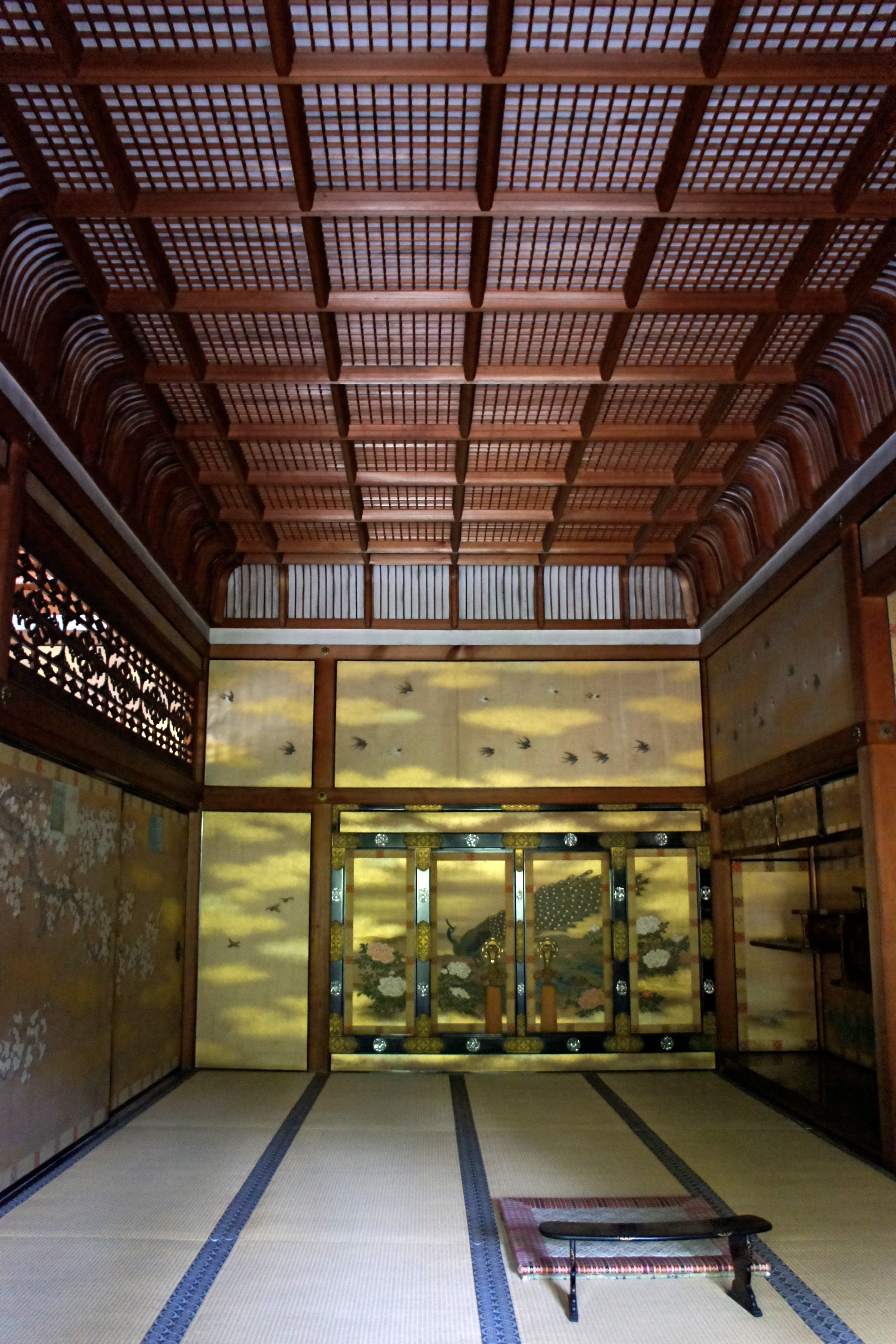
宸殿一の間
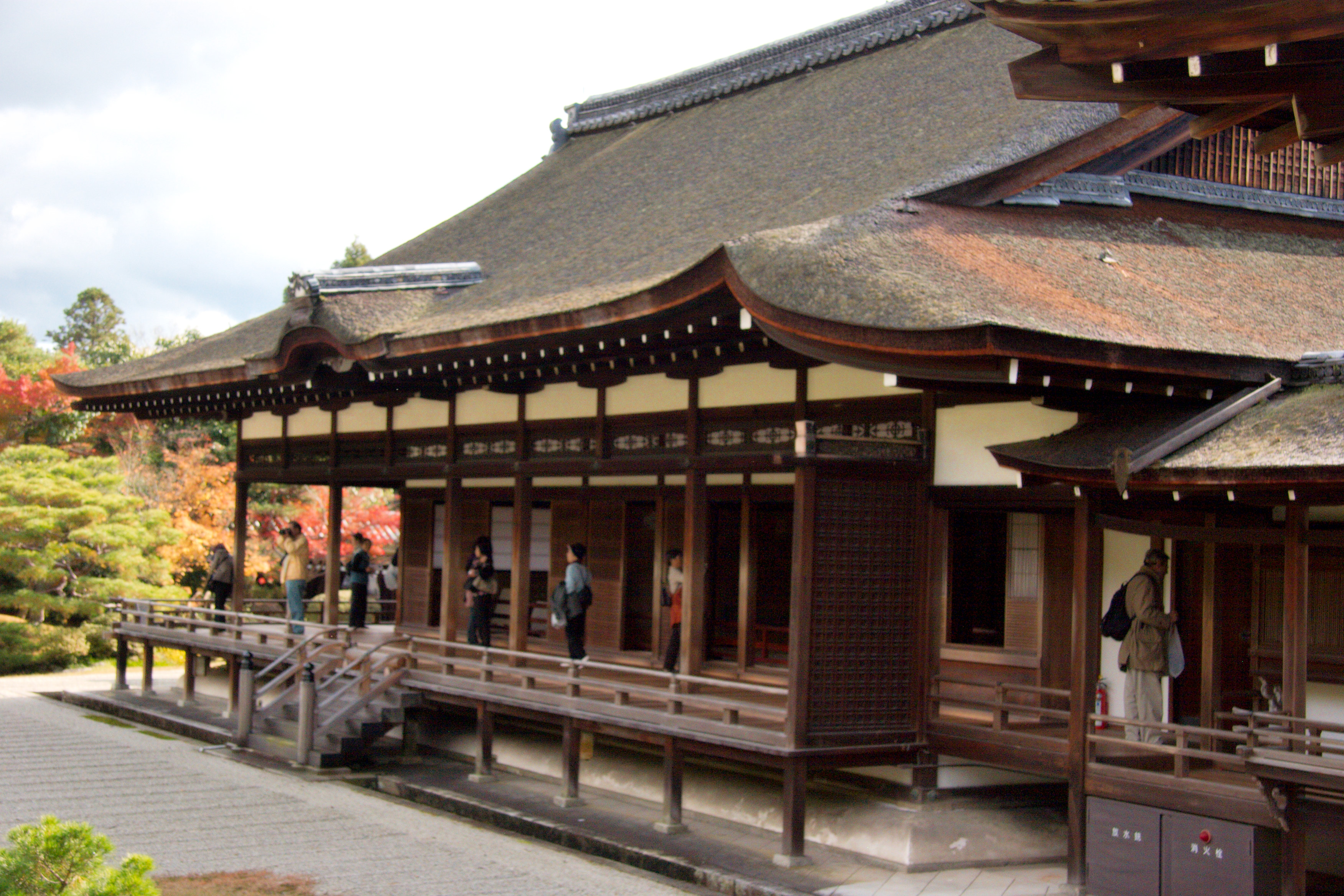
宸殿
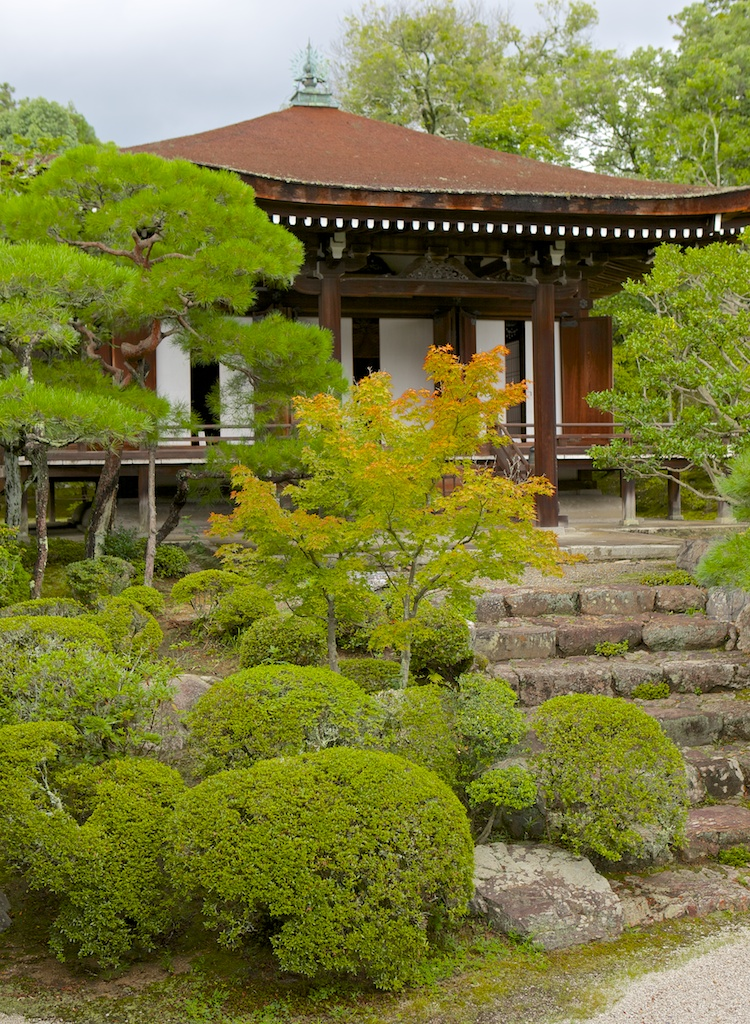
霊明殿
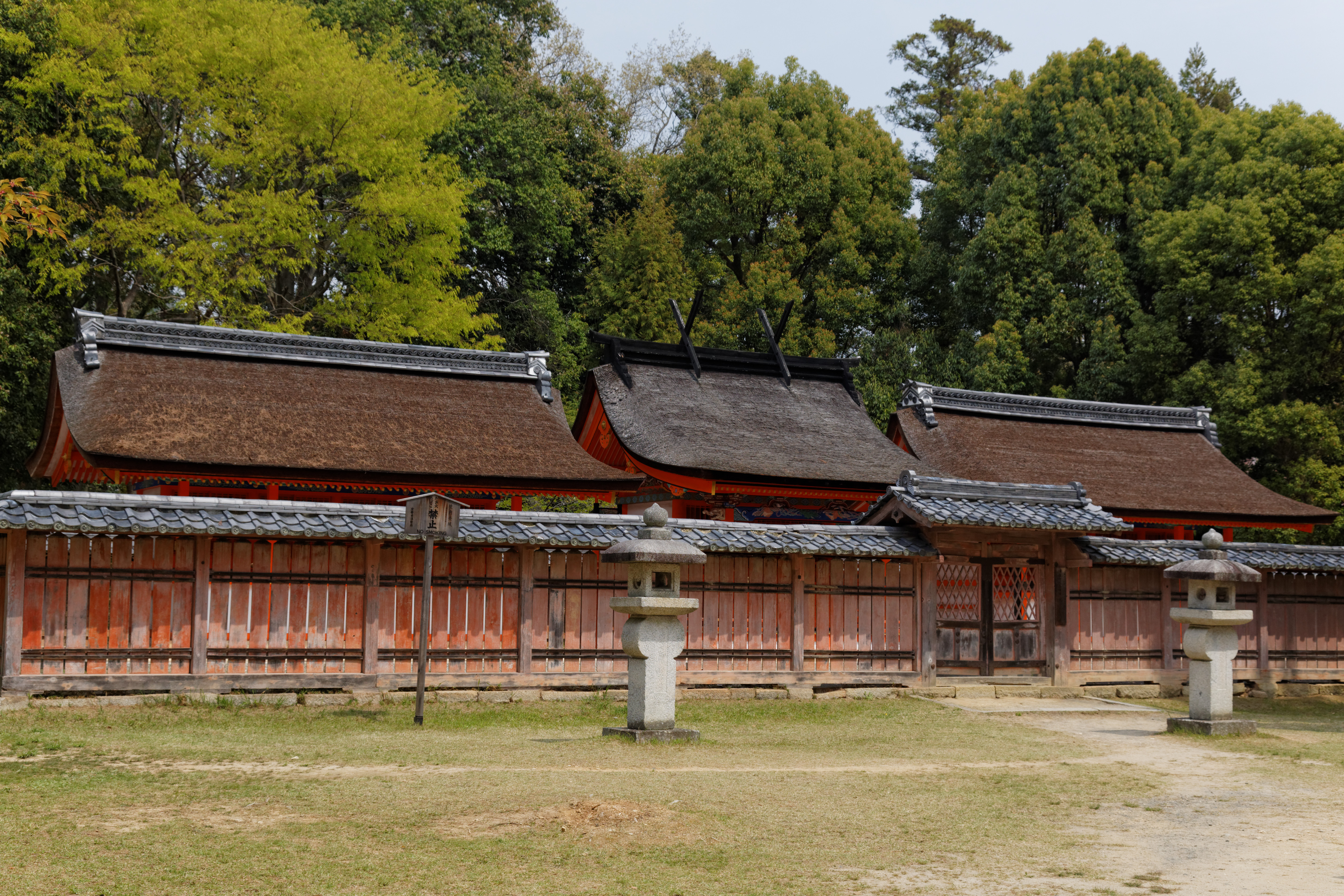
九所明神本殿（3棟）
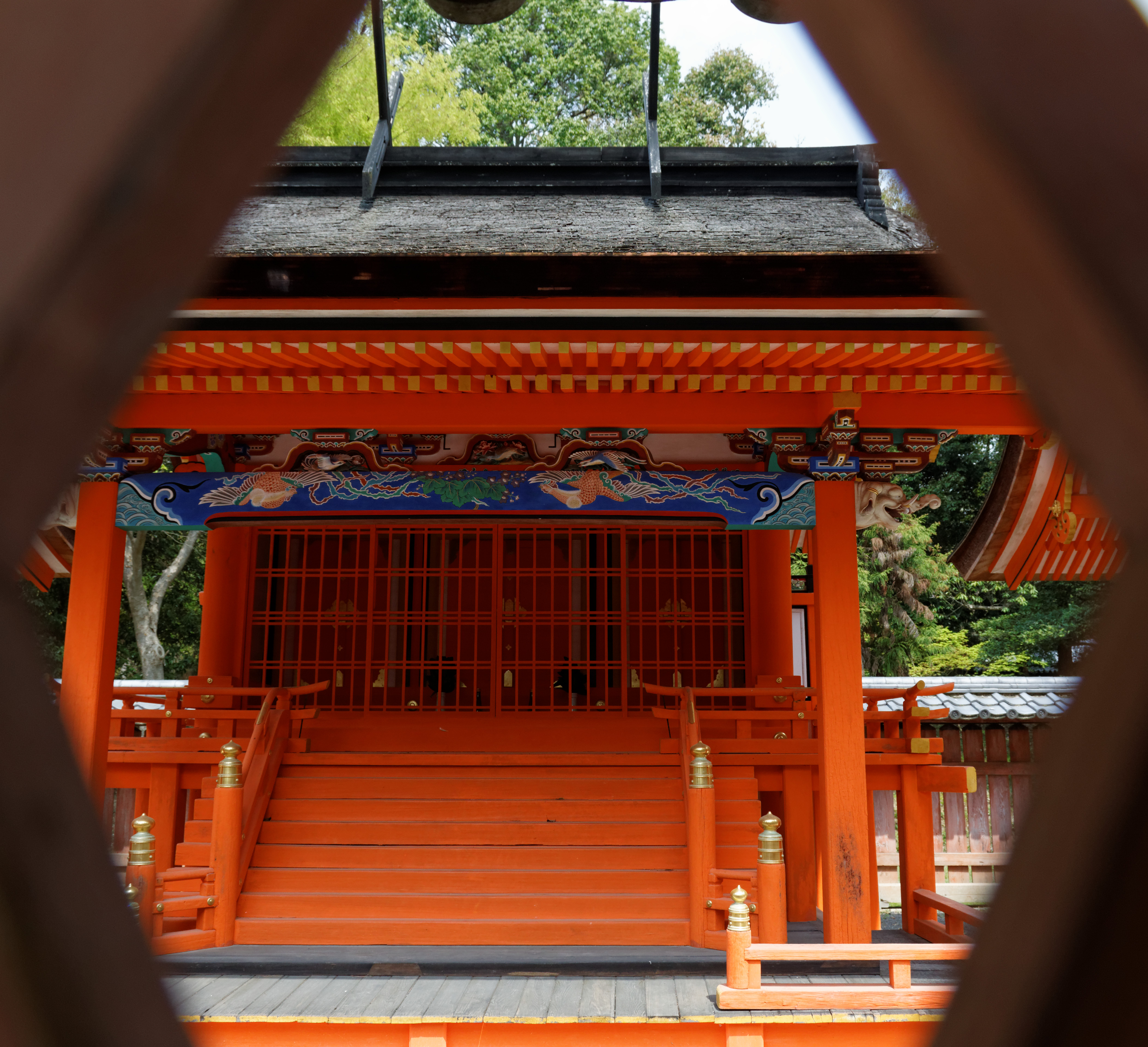
九所明神本殿（中殿）

## 文化財

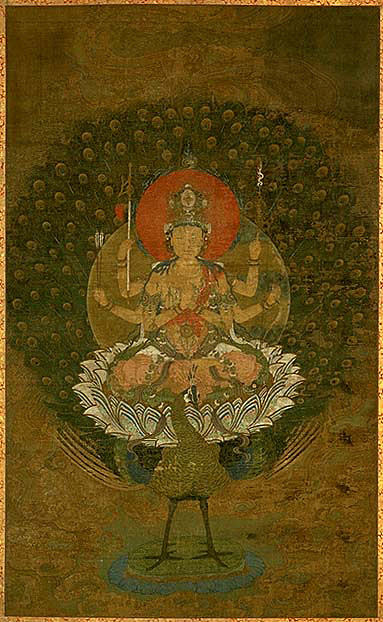
孔雀明王像（国宝）

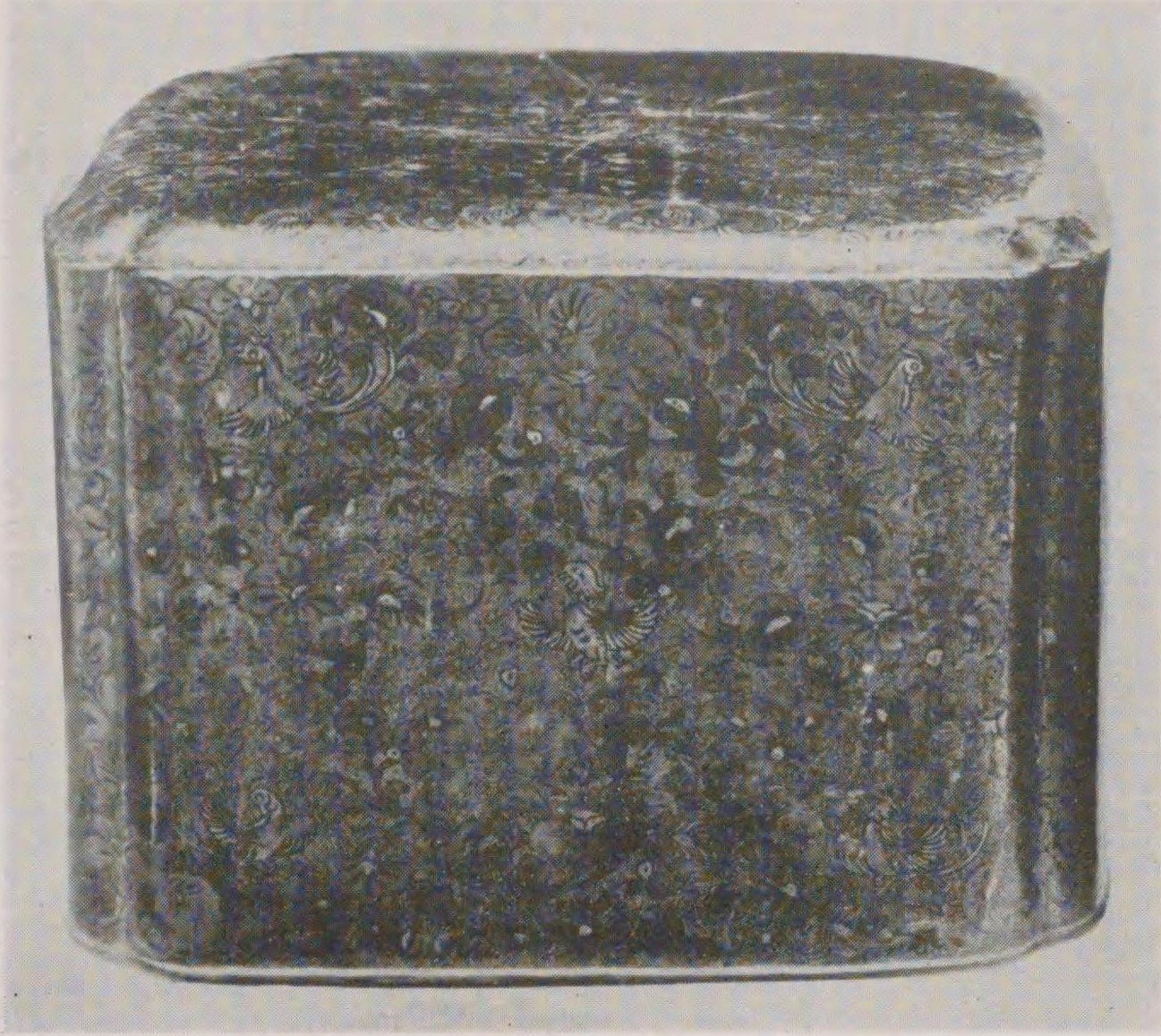
宝相華蒔絵宝珠箱（国宝）

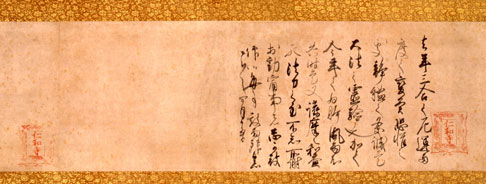
後嵯峨天皇宸翰消息（国宝）

### 国宝
- 金堂
- 木造阿弥陀如来及両脇侍像 - 元は金堂に安置され、現在は寺内の霊宝館に移されている。仁和4年（888年）創建時の本尊といわれる。
- 木造薬師如来坐像 - 本坊北側にある霊明殿（仁和寺歴代門跡の位牌を祀る堂）の本尊。1986年（昭和61年）、京都国立博物館の調査で初めて概要が明らかになり、1990年（平成2年）、国宝に指定された。康和5年（1103年）、白河天皇の皇子・覚行法親王の発願により仏師の円勢と長円が造像した。本体の像高11センチメートル、光背と台座を含めても24センチメートルほどの白檀材の小像で、光背には七仏薬師像と日光菩薩・月光菩薩、台座には前後左右各面に3体ずつの十二神将を表す入念な作である[13]。
- 絹本著色孔雀明王像（絵画） - 北宋時代の仏画。
- 宝相華（ほうそうげ）蒔絵宝珠箱（附:木製彩絵四天王像4枚） - 平安時代前期の漆工芸品。蒔絵の初期の遺品として貴重。
- 三十帖冊子（30帖）・宝相華迦陵頻伽蒔絵𡑮（そく、土偏に「塞」）冊子箱（附:行遍僧正消息1巻、三十帖策子々細1巻）- 「三十帖冊子」は、空海が唐から持ち帰った写経の小冊子（サイズは縦横とも十数センチメートル）30冊で、一部に空海自筆を含む。古来、真言宗の重宝として尊重されている。付属の箱は朝廷から下賜されたもので、平安時代の漆工芸品として貴重である。
- 御室相承記 6巻 - 仁和寺の歴代法親王の記録。鎌倉時代。
- 高倉天皇宸翰消息（附:守覚法親王消息） - 「宸翰」は天皇の直筆、「消息」は手紙の意。若くして崩御した高倉天皇の18歳の筆で、同天皇の現存唯一の遺筆。
- 後嵯峨天皇宸翰消息 - 後嵯峨天皇の確証ある遺筆としては唯一。
- 黄帝内経明堂 巻第一 2巻（永仁四年、永徳三年書写）、黄帝内経太素 23巻（仁安二年、同三年書写） - 中国の医学書『黄帝内経』の注釈書。「明堂」は鎌倉 - 南北朝時代、「太素」は平安時代の写本。
- 医心方 巻第一、第五、第七、第九、第十残巻 5帖 - 日本最古の医学書『医心方』の平安時代後期の写本。
- 新修本草 巻第四、第五、第十二、第十七、第十九 5巻 - 唐時代の薬草に関する本『新修本草』の鎌倉時代の写本。

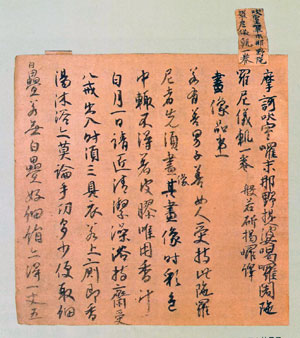
三十帖冊子のうち第二十二帖
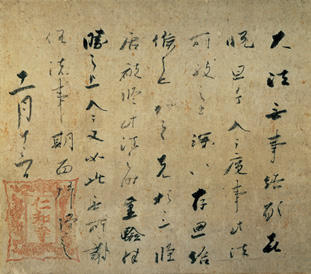
高倉天皇宸翰消息
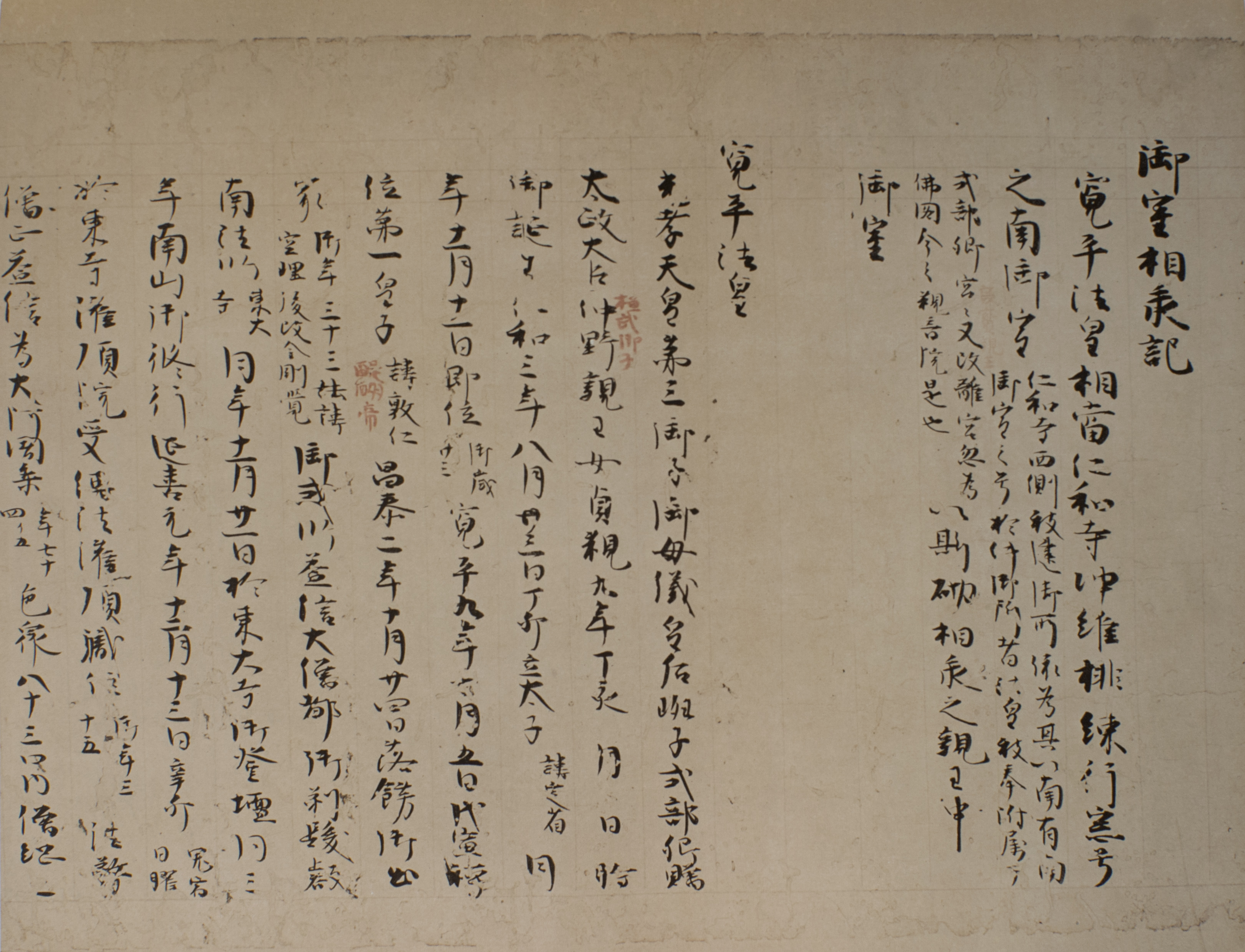
御室相承記（巻第一巻頭）

### 重要文化財

#### 建造物
- 「仁和寺」14棟
  - 五重塔
  - 観音堂
  - 中門
  - 二王門
  - 鐘楼
  - 経蔵
  - 御影堂
  - 御影堂中門
  - 九所明神社本殿 3棟
  - 本坊表門
  - 遼廓亭
  - 飛濤亭

#### 絵画
- 絹本著色聖徳太子像
- 絹本著色僧形八幡神影向図
- 紙本白描及著色密教図像 17点
  - 唐本曼荼羅図（金剛界五仏等）、唐本曼荼羅図（千臂軍荼利等）、阿弥陀如来像、阿弥陀如来像、摩尼珠像、如意輪観音、地蔵菩薩曼荼羅図、唐本蜜菩薩像、不動明王二童子像、不動明王三童子像、愛染明王像、毘沙門天像、毘沙門天像、迅疾金剛童子像、一切念誦行事勾当像（以上白描）、襄麌利毒女像（じょうぐりどくじょぞう）、北斗曼荼羅図（以上著色）
- 紙本墨画高僧像 1巻
- 紙本墨画四天王図像 1巻
- 紙本墨画弥勒菩薩画像集 1帖
- 紙本墨画薬師十二神将像 1巻
- 紙本墨画別尊雑記（図像入）57巻
- 絹本著色賢聖障子（けんじょうのしょうじ） 20面 狩野孝信筆 慶長19年（1614年）[14]

#### 彫刻
- 厨子入木造愛染明王坐像
- 木造吉祥天立像
- 木造悉達太子坐像 - 当初「木造聖徳太子坐像」として指定。1991年（平成3年）に現名称に変更[15]。
- 木造増長天・多聞天立像
- 木造文殊菩薩坐像

#### 工芸品
- 住吉蒔絵机
- 色絵瓔珞文花生（野々村仁清作）
- 銅製舎利塔・五鈷鈴・三鈷鈴・九頭竜鈴・五鈷杵
- 日月蒔絵硯箱
- 宝珠羯磨文錦横被（附:宝珠羯磨文錦裂）

#### 書跡典籍・古文書
- 絹本墨書尊勝陀羅尼梵字経（伝不空三蔵筆）
- 紺紙金泥薬師経 光格天皇宸翰、済仁親王書継
- 孔雀経 巻中下 2巻
- 十地経 並十力経・廻向輪経 2帖
- 草書法華玄義 巻第二、第八 2帖
- 如意輪儀軌 天正二年任助法親王跋（附:相承文書2通）
- 般若経理趣品 建仁二年藤原良経書写奥書
- 理趣釈 淳祐筆 延喜廿年奥書
- 仁和寺黒塗手箱聖教（しょうぎょう）65巻、3冊、138帖、32通、16鋪、28枚（附：聖教箱2棹）[16]
- 紺表紙小双紙 472点[17][18]
- 淡紫紙金泥般若心経 桜町天皇宸翰
- 秘密曼荼羅十住心論（巻第六補写）10帖
- 摧邪輪 2帖1冊 巻上正和5年（1316年）書写、巻中元応元年（1319年）書写、巻下享禄3年（1530年）書写[19]。

- 密要鈔 604点 - 2017年度指定[20][21]。
- 万葉集注釈 9冊
- 後鳥羽天皇御作無常講式 建長元年書写奥書
- 後宇多天皇宸翰消息（五月十一日 御法号）
- 後宇多天皇宸翰消息（徳治二年九月廿日）
- 後醍醐天皇宸翰消息（何事候哉云々）
- 後醍醐天皇宸翰消息（去夜心閑云々）
- 孔雀明王同経壇具等相承起請文
- 承久三、四年日次記残闕
- 消息 1巻（高野御室消息 1通、華蔵院宮法印消息 1通、返事案 2通）
- 貞観寺根本目録（貞観十四年三月九日）
- 法勝院領田地公験紛失状（安和二年七月八日）

#### 考古資料、歴史資料
- 仁和寺境内出土品 一括 
  - 金堂阯出土 銅板経 銅筥付120枚、金銅輪宝1箇、銅四橛（しけつ）1本
  - 円堂阯出土 金盒子1口、銀小盒子1口、白磁盒子1口、青磁盒子2口（1口蓋亡失）（金盒子は1947年盗難）[22]
  - 附:唐草瓦1枚（裏面に東寺と型押あり）
- 日本図 嘉元三年書写奥書

典拠：2000年（平成12年）までに指定の国宝・重要文化財については、『国宝・重要文化財大全 別巻』（所有者別総合目録・名称総索引・統計資料）（毎日新聞社、2000）による。

### 国の名勝
- 御室桜 - 一帯の桜が国の名勝に指定されている。前述。
- 仁和寺御所庭園[23][24]

### 国の史跡
- 仁和寺御所跡

### 国登録有形文化財
- 宸殿
- 大玄関
- 白書院
- 黒書院
- 霊明殿
- 勅使門
- 皇族門
- 霊宝館

### 京都府指定有形文化財
- 絹本著色妙音天像 1幅（絵画） - 2015年（平成27年）3月24日指定[25]。

### 京都市指定有形文化財
- 奥座敷障壁画（谷文晁、原在中、森徹山、東東洋、岸駒筆）20面（絵画） - 江戸時代。1985年（昭和60年）6月1日指定[26]。
- 紙本墨画淡彩深山大沢図（六曲屏風 円山応挙筆）1双（絵画） - 江戸時代。京都国立博物館寄託。1991年（平成3年）4月1日指定[26]。
  - 紙本著色花鳥図（六曲屏風 岸駒筆）1双（絵画） - 江戸時代。1991年（平成3年）4月1日指定[26]。
- 紙本金地著色車争図（六曲屏風 土佐光茂筆）1双（絵画） - 2016年（平成28年）3月31日指定[27]。

### 京都市指定名勝
- 仁和寺庭園 - 1996年（平成8年）4月1日指定[28]。

## 幕末の領地
国立歴史民俗博物館の『旧高旧領取調帳データベース』より算出した幕末期の仁和寺領は以下の通り（13村、1,581石余）。
- 山城国葛野郡のうち - 12村
  - 西院領のうち - 1石
  - 西京村のうち - 59石余
  - 鳴滝村のうち - 52石余
  - 福王子村 - 262石余
  - 池上村のうち - 10石9斗
  - 平岡村のうち - 31石余
  - 等持院村のうち - 24石余
  - 常盤村 - 85石余
  - 谷村 - 76石余
  - 窪村 - 39石余
  - 中村 - 162石余
  - 川端村のうち - 33石余
- 山城国紀伊郡のうち - 1村
  - 竹田村のうち - 740石余

## 年中行事
- 1月1日：修正会
- 1月7日：初祈祷会 (大般若会)
- 1月21日：初御影供 (献米供)
- 2月3日：節分会
- 2月15日：常楽会
- 3月1日：土砂加持法要
- 3月21日：初御影供
- 4月中旬：御室花まつり (名勝御室桜)
- 6月15日：宗祖弘法大師降誕会
- 8月15日：うら盆会
- 9月8日：開山忌
- 12月1日：伝法灌頂

## 前後の札所
真言宗十八本山
5 大覚寺　-　6 仁和寺　-　7 智積院
京都十三仏霊場
8 大報恩寺　-　9 仁和寺　-　10 法金剛院
近畿三十六不動尊霊場
13 大覚寺　-　14 仁和寺　-　15 蓮華寺
御室八十八ヶ所霊場
神仏霊場巡拝の道
91 車折神社　-　92 仁和寺　-　93 鹿苑寺

## 授与品
御室桜でよく知られることから、授与品として桜がデザインされたお守りがある。また、人工ではない植物の四つ葉のクローバーを使ったお守り「幸福守」「縁結び守」がある。
霊明殿本尊の薬師如来にちなんで、薬師如来の縁日である毎月8日に限り、金堂前の納経所にて薬師如来の御朱印を受けられる。

## 仁和寺を舞台にした映画
- 『名探偵コナン 迷宮の十字路』・『僕の初恋をキミに捧ぐ』にて修学旅行の場面で撮影された。
- 『大奥』では廊下が使用された。

## 会場としての仁和寺
仁和寺ではたまに、参道に客席を設置して、ライブを開催することがある。ライブを行うのはメジャーからマイナーアーティストまで幅広い。将棋のタイトル戦（竜王戦）や囲碁の棋聖戦の対局にも用いられている。

## 所在地
- 京都府京都市右京区御室大内33

## アクセス
- 京福電気鉄道北野線 御室仁和寺駅より徒歩約3分。
- JR嵯峨野線 花園駅より徒歩約25分。またはタクシー。
- 京都市営バス、JRバス「御室仁和寺」下車すぐ

## 周辺
- 蓮華寺 - 仁和寺の東に隣接している。
- 龍安寺
- 双ヶ丘
- 法金剛院
- 妙心寺
- 鹿苑寺（金閣寺）

## 不祥事

### 過重労働によるうつ病発症労災認定
2013年（平成25年）7月、労働基準監督署は、仁和寺が経営する宿泊施設「御室会館」で働く料理長が月200時間の残業により、うつ病を発症したことについて、労災を認定した。料理長は2012年（平成24年）8月にうつ病の診断を受けたため休職したが、うつ病発症前年の1年間の勤務日数は356日に及んでいた。その後、休業中や時間外の未払い賃金4,700万円を求める訴訟を仁和寺に対して起こした。2016年（平成28年）4月12日、京都地裁で仁和寺に約4,200万円の支払いを命じる判決が下された。判決理由で、「極めて過酷な長時間労働を強いて、多額の時間外手当を労働基準法に違反して支払っておらず悪質」とし、業務と発症との因果関係も認めた。